# Польща на зимових Паралімпійських іграх 2018
Польща на зимових Паралімпійських іграх 2018 у Пхьончхані, Південна Корея, які проходили з 7 по 16 березня 2018, була представлена 8 спортсменами (7 чол., 1 жін.) у 4 видах спорту.

## Медалісти

### Бронза
- Ігор Сікорський — гірськолижний спорт, гігантський слалом, сидячи

## Гірськолижний спорт
Чоловіки
| Спортсмен                            | Інвалідність      | Дисципліна              | Спуск 1 | Спуск 1 | Спуск 1 | Спуск 2 | Спуск 2 | Спуск 2 | Загалом | Загалом | Загалом |
| Спортсмен                            | Інвалідність      | Дисципліна              | Час     | Різниця | Місце   | Час     | Різниця | Місце   | Час     | Різниця | Місце   |
| ------------------------------------ | ----------------- | ----------------------- | ------- | ------- | ------- | ------- | ------- | ------- | ------- | ------- | ------- |
| Мачей Крезель Лідер: Анна Огажинська | Проблеми з зором  | Швидкісний спуск        | 1:38.25 | +14.32  | 8       | Н/Д     | Н/Д     | Н/Д     | 1:38.25 | +14.32  | 8       |
| Мачей Крезель Лідер: Анна Огажинська | Проблеми з зором  | Супергігантський слалом | 1:38.14 | +12.03  | 12      | Н/Д     | Н/Д     | Н/Д     | 1:38.14 | +12.03  | 12      |
| Мачей Крезель Лідер: Анна Огажинська | Проблеми з зором  | Змішані                 | 1:34.75 | +9.73   | 10      | 52.20   | +4.89   | 6       | 2:26.95 | +12.73  | 6       |
| Мачей Крезель Лідер: Анна Огажинська | Проблеми з зором  | Слалом                  | 52.63   | +4.67   | 7       | 51.50   | +4.23   | 6       | 1:44.13 | +8.01   | 6       |
| Мачей Крезель Лідер: Анна Огажинська | Проблеми з зором  | Гігантський слалом      | 1:13.75 | +8.63   | 10      | 1:12.68 | +7.29   | 10      | 2:26.43 | +15.92  | 10      |
| Ігор Сікорський                      | Проблеми з ногами | Швидкісний спуск        | 1:31.69 | +7.58   | 15      | Н/Д     | Н/Д     | Н/Д     | 1:31.69 | +7.58   | 15      |
| Ігор Сікорський                      | Проблеми з ногами | Супергігантський слалом | 1:28.41 | +2.58   | 10      | Н/Д     | Н/Д     | Н/Д     | 1:28.41 | +2.58   | 10      |
| Ігор Сікорський                      | Проблеми з ногами | Змішані                 | DNF     | DNF     | DNF     | DNS     | DNS     | DNS     | DNF     | DNF     | DNF     |
| Ігор Сікорський                      | Проблеми з ногами | Слалом                  | 52.25   | +3.85   | 7       | 50.89   | +0.39   | 5       | 1:43.14 | +3.32   | 6       |
| Ігор Сікорський                      | Проблеми з ногами | Гігантський слалом      | 1:08.69 | +2.39   | 3       | 1:07.21 | +1.24   | 2       | 2:15.90 | +2.45   | 3       |

## Біатлон
Чоловіки
| Спортсмен                                  | Інвалідність      | Дисципліна         | Фінал   | Фінал              | Фінал         | Фінал     | Фінал |
| Спортсмен                                  | Інвалідність      | Дисципліна         | Час     | Відкорегований час | Промахи       | Результат | Місце |
| ------------------------------------------ | ----------------- | ------------------ | ------- | ------------------ | ------------- | --------- | ----- |
| Пйотр Гарбовський Лідер: Якуб Твардовський | Проблеми з зором  | 7,5 км (чоловіки)  | 26:32.2 | 26:32.2            | 4+3           | 26:32.2   | 16    |
| Пйотр Гарбовський Лідер: Якуб Твардовський | Проблеми з зором  | 12,5 км (чоловіки) | 53:11.7 | 53:11.7            | 2 + 3 + 2 + 4 | 53:11.7   | 12    |
| Пйотр Гарбовський Лідер: Якуб Твардовський | Проблеми з зором  | 15 км (чоловіки)   | DNF     | DNF                | DNF           | DNF       | DNF   |
| Каміль Рошек                               | Проблеми з ногами | 7,5 км (чоловіки)  | 27:25.6 | 27:25.6            | 1+1           | 27:25.6   | 17    |
| Каміль Рошек                               | Проблеми з ногами | 12,5 км (чоловіки) | 56:29.0 | 56:29.0            | 1 + 1 + 2 + 1 | 56:29.0   | 15    |
| Каміль Рошек                               | Проблеми з ногами | 15 км (чоловіки)   | 56:35.1 | 56:35.1            | 0 + 0 + 1 + 0 | 56:35.1   | 12    |
| Вітольд Скупень                            | Проблеми з ногами | 7,5 км (чоловіки)  | 23:57.5 | 21:05.0            | 3+0           | 21:05.0   | 11    |

Жінки
| Спортсмен   | Інвалідність      | Дисципліна      | Фінал   | Фінал              | Фінал         | Фінал     | Фінал |
| Спортсмен   | Інвалідність      | Дисципліна      | Час     | Відкорегований час | Промахи       | Результат | Місце |
| ----------- | ----------------- | --------------- | ------- | ------------------ | ------------- | --------- | ----- |
| Івета Фарон | Проблеми з ногами | 6 км (жінки)    | 24:40.3 | 23:41.1            | 3+4           | 23:41.1   | 15    |
| Івета Фарон | Проблеми з ногами | 10 км (жінки)   | 44:08.8 | 44:08.8            | 2 + 2 + 1 + 0 | 42:22.8   | 8     |
| Івета Фарон | Проблеми з ногами | 12,5 км (жінки) | 42:11.9 | 42:11.9            | 4 + 1 + 2 + 2 | 42:11.9   | 12    |

## Ковзанярський спорт
Чоловіки
| Спортсмен                                  | Інвалідність      | Дисципліна              | Кваліфікація | Кваліфікація | Кваліфікація | Півфінал          | Півфінал          | Фінал             | Фінал             | Фінал             |
| Спортсмен                                  | Інвалідність      | Дисципліна              | Час          | Результат    | Місце        | Результат         | Місце             | Час               | Результат         | Місце             |
| ------------------------------------------ | ----------------- | ----------------------- | ------------ | ------------ | ------------ | ----------------- | ----------------- | ----------------- | ----------------- | ----------------- |
| Каміль Рошек                               | Проблеми з ногами | 1 км класичний спринт   | 3:30.01      | +29.45       | 22           | Не кваліфікувався | Не кваліфікувався | Не кваліфікувався | Не кваліфікувався | Не кваліфікувався |
| Каміль Рошек                               | Проблеми з ногами | 10 км вільним стилем    | Н/Д          | Н/Д          | Н/Д          | Н/Д               | Н/Д               | DNF               | DNF               | DNF               |
| Каміль Рошек                               | Проблеми з ногами | 15 км вільним стилем    | Н/Д          | Н/Д          | Н/Д          | Н/Д               | Н/Д               | 48:35.5           | 48:35.5           | 21                |
| Вітольд Скупень                            | Проблеми з ногами | 1,5 км класичний спринт | 4:35.59      | 3:40.47      | 6 Q          | 4:56.4            | 4                 | Не кваліфікувався | Не кваліфікувався | Не кваліфікувався |
| Вітольд Скупень                            | Проблеми з ногами | 10 км вільним стилем    | Н/Д          | Н/Д          | Н/Д          | Н/Д               | Н/Д               | 31:22.4           | 25:05.9           | 6                 |
| Вітольд Скупень                            | Проблеми з ногами | 20 км вільним стилем    | Н/Д          | Н/Д          | Н/Д          | Н/Д               | Н/Д               | 55:44.1           | 49:02.8           | 5                 |
| Лукаш Кубіца Лідер: Войчех Сухвалко        | Проблеми з зором  | 1,5 км класичний спринт | 4:26.23      | +58.27       | 16           | Не кваліфікувався | Не кваліфікувався | Не кваліфікувався | Не кваліфікувався | Не кваліфікувався |
| Лукаш Кубіца Лідер: Войчех Сухвалко        | Проблеми з зором  | 10 км вільним стилем    | Н/Д          | Н/Д          | Н/Д          | Н/Д               | Н/Д               | 28:46.3           | 28:46.3           | 12                |
| Лукаш Кубіца Лідер: Войчех Сухвалко        | Проблеми з зором  | 20 км вільним стилем    | Н/Д          | Н/Д          | Н/Д          | Н/Д               | Н/Д               | 1:01:13.9         | 1:01:13.9         | 13                |
| Пйотр Гарбовський Лідер: Якуб Твардовський | Проблеми з зором  | 1,5 км класичний спринт | 3:59.34      | +31.38       | 10           | Не кваліфікувався | Не кваліфікувався | Не кваліфікувався | Не кваліфікувався | Не кваліфікувався |
| Пйотр Гарбовський Лідер: Якуб Твардовський | Проблеми з зором  | 10 км вільним стилем    | Н/Д          | Н/Д          | Н/Д          | Н/Д               | Н/Д               | 27:16.5           | 27:16.5           | 9                 |
| Пйотр Гарбовський Лідер: Якуб Твардовський | Проблеми з зором  | 20 км вільним стилем    | Н/Д          | Н/Д          | Н/Д          | Н/Д               | Н/Д               | 53:46.4           | 53:46.4           | 9                 |

Жінки
| Спортсмен   | Інвалідність      | Дисципліна           | Кваліфікація | Кваліфікація | Кваліфікація | Півфінал  | Півфінал | Фінал | Фінал     | Фінал |
| Спортсмен   | Інвалідність      | Дисципліна           | Час          | Результат    | Місце        | Результат | Місце    | Час   | Результат | Місце |
| ----------- | ----------------- | -------------------- | ------------ | ------------ | ------------ | --------- | -------- | ----- | --------- | ----- |
| Івета Фарон | Проблеми з ногами | 15 км вільним стилем | Н/Д          | Н/Д          | Н/Д          | Н/Д       | Н/Д      | DNF   | DNF       | DNF   |

Естафета
| Спортсмени                                                                         | Дисципліна                   | Фінал   | Фінал |
| Спортсмени                                                                         | Дисципліна                   | Час     | Місце |
| ---------------------------------------------------------------------------------- | ---------------------------- | ------- | ----- |
| Piotr Garbowski Guide: Jakub Twardowski Witold Skupien Kamil Rosiek Witold Skupien | 4 x 2.5 км відкрита естафета | 26:08.4 | 9     |

## Сноубординг
Чоловіки
| Спортсмен     | Дисципліна | Спуск 1 | Спуск 1 | Спуск 2 | Спуск 2 | Спуск 3 | Спуск 3 | Загалом | Загалом |
| Спортсмен     | Дисципліна | Час     | Місце   | Час     | Місце   | Час     | Місце   | Час     | Місце   |
| ------------- | ---------- | ------- | ------- | ------- | ------- | ------- | ------- | ------- | ------- |
| Войчех Тараба | слалом     | DNS     | DNS     | DNS     | DNS     | DNS     | DNS     | DNF     | DNF     |